# Jimmy Rowles plays Duke Ellington and Billy Strayhorn
Jimmy Rowles plays Duke Ellington and Billy Strayhorn ist ein Jazz-Album des Pianisten Jimmy Rowles, das im Juni 1981 in New York City aufgenommen wurde und 1981 bei Columbia Records als Langspielplatte und 1991 als Compact-Disc erschien.

## Das Album
Der Jazzkritiker Gary Giddins setzte sich in seinem Buch Visions of Jazz: The First Century (1998) mit dem Spiel Jimmy Rowles’ auseinander; „sein Repertoire ist immens und geheimnisvoll: Originalkompositionen, Standards und Kuriositäten, mit der Beherrschung des Wayne-Shorter-Repertoires (nicht der Miles-Davis-Stücke, sondern der Blakey-Periode, wie The Chess Players, Running Brook und Lester Left Town [1959/60]) und das Ellington-Strayhorn-Buch.“ Giddens merkt an, dass Rowles einer der Wenigen war, die sich mit deren kaum beachteten Kompositionen wie Blood Count, Black Butterfly, Lost in Meditation und Lotus Blossom auseinandersetzte, indem er auf dem Klavier die orchestralen Klangstimmungen des Duke Ellington Orchestra nachempfand. Diese Beschäftigung mündete schließlich 1980 – nach Alben wie Grandpaws (1976, mit Buster Williams und Billy Hart) und dem Soloalbum Ellington By Rowles (1979) – in das Album Jimmy Rowles Plays Ellington ans Billy Strayhorn, in der er Ellingtonsche Melodien, Harmonien, Voicings und Solos vorstellt.
Der erste Titel des Albums, Mood Indigo von 1931, ist der einzige Titel, in dem Rowles „ein Demonstration der melodischen und harmonischen Manierismen des Duke“ vorführt; Sophisticated Lady beginnt im Rubato und wird in verhaltenem und lieblichen Tempo weitergeführt. In Jumpin’ Punkins (1942) zeigt Rowles in den rhythmischen Figuren, die das Thema begleiten, den Boogiw-Woogie-Einfluss. Solitude (1934) erfährt eine warmherzige Neuinterpretation; Lost in Meditation (1938) wird hier abweichend vom Original in einem anziehenden, swingenden Tempo gespielt.

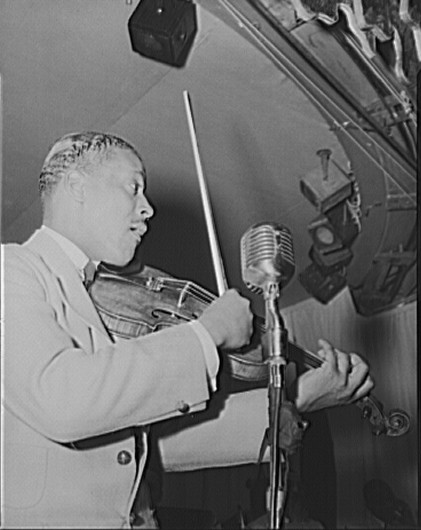
Ray Nance

Strayhorns Take the “A” Train (1939) beginnt mit einer Standard-Einleitung und wird dann von Rowles in einem dunklen, abstrakten ersten Chorus überführt, bevor im zweiten Chorus die Melodie paraphrasiert angedeutet wird. Dann verwendet Rowles das Trompetensolo von Ray Nance der Originalaufnahme als Textur für den dritten Chorus, hier und da alternierend. Der vierte Chorus wiederum ist Rowles’ eigenes Single-Note-Treiben und enthält Anspielungen auf das Spiel Ben Websters, der Mentor des Pianisten war. Den vorletzten Chorus verwendet Rowles wieder auf Ray Nance anspielende Single Notes, bevor ein eher abstraktes Ende folgt.
Nach Blood Count, der letzten Komposition Strayhorns vor seinem Tod 1967 spielt Rowles einen der bekanntesten Titel Strayhorns, Lush Life (1938) in einer mehr rhythmisch akzentuierten Spielwiese als üblich. Isfahan, ein Titel aus der Far East Suite (1964–66), durchläuft mehrere Stimmungen und schwenkt in eine abfallende melodische Phrase. Das Album endet mit Lotus Blossom (1947), die Duke Ellingtons Lieblingskomposition von Strayhorn gewesen sein soll.
Abschließend gibt Jimmy Rowles ein 2½-minütiges Statement ab, in dem er davon berichtet, welch gewaltigen Eindruck das Ellington-Orchester mit Ben Webster, Jimmy Blanton, Ray Nance und Cootie Williams auf ihn gemacht hat, als er es um 1940 zum ersten Male in Tacoma live erleben konnte, nachdem er deren Musik zuvor nur von ihren Schallplatten gekannt hat:
„Eines der Dinge, die mich am meisten berührten, war neben den großartigen Arrangements und Kompositionen die Art und Weise, wie Ellington ins nächste Stück hineinführte: Er sagte seinen Musikern den jeweiligen Titel nie an, dafür spielte er ein paar Linien auf dem Piano, und die Jungs wussten sofort, welches Stück sie in Angriff nehmen würden. Das haute mich vom Hocker.“
Rowles führt weiter aus, dass dieses Orchester für ihn „Liebe auf den ersten Blick“ war; er sei zutiefst über seine ganze Karriere hinweg von Ellingtons Orchestrierungen, seinen Arrangements, Kompositionen und den verschiedenen Solisten beeinflusst gewesen.

## Titelliste

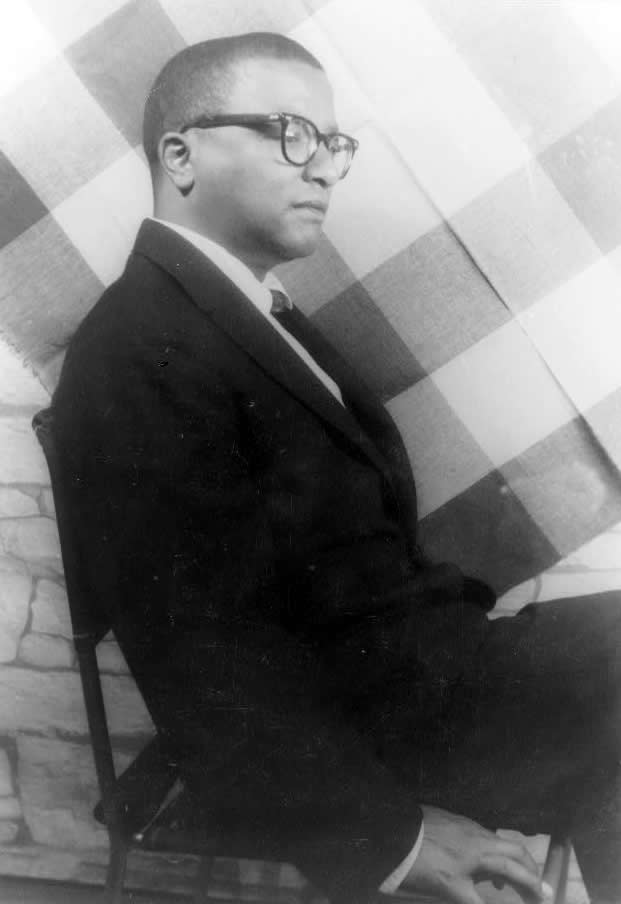
Billy Strayhorn, fotografiert von Carl van Vechten am 14. August 1958

- Jimmy Rowles: Plays Duke Ellington and Billy Strayhorn (Columbia – FC 37639, (USA & Canada), 478490 2 (Frankreich))
  1. Mood Indigo (Ellington, Barney Bigard, Irving Mills) – 4:02
  2. Sophisticated Lady (Ellington, Irving Mills, Mitchell Parish) – 4:21
  3. Jumpin' Punkins (Mercer Ellington) – 4:53
  4. Solitude (Ellington, Irving Mills, Eddie DeLange) – 3:55
  5. Lost in Meditation (Ellington, Mills, Juan Tizol, Lou Singer) – 4:14
  6. Take the “A” Train (Strayhorn) – 6:00
  7. Blood Count (Strayhorn) – 4:17
  8. Lush Life (Strayhorn) – 5:11
  9. Isfahan (Ellington/Strayhorn) – 3:42
  10. Lotus Blossom (Strayhorn) – 3:54
  11. Jimmy Rowles’ Statement – 2:37

## Cover
Das Frontcover des Albums zeigt eine Fotografie von Duke Ellington und Jimmy Rowles, die ca. 1961 vor den Aufnahmestudios am Sunset Boulevard in Los Angeles entstand.

## Rezeption
Das amerikanische Fachmagazin High Fidelity schrieb in seiner Besprechung des Albums bei seinem Erscheinen, Jimmy Rowles zeige sich als ein ungewöhnlich sensibler und einfühlsamer Pianist („Jimmy Rowles is an unusually sensitive and perceptive pianist.“) Jim Macnie bezeichnete in seinem Nachruf auf Jimmy Rowles 1996 im Billboard das Album (neben The Peacocks von 1977, mit Stan Getz) als Meisterwerk.
Ron Wynn verlieh dem Album im AllMusic 4½ (von fünf) Sternen und empfahl:

“If you must limit Rowles purchases to one record, get this elegant yet exuberant tribute to a pair of keyboard greats.”

„Wenn Sie Ihre Ausgaben für Rowles auf eine Platte beschränken müssen, holen Sie sich diesen geschmackvollen, doch überschäumenden Set, der einem Paar Klaviergrößen Anerkennung zollt.“

Das Album erhielt in der Kategorie Beste Jazz-Instrumental-Darbietung, Solist eine Nominierung für die Grammy Awards 1983;  gewonnen hat in dieser Kategorie schließlich das Miles-Davis-Album We Want Miles.